# ジョーカー・シリーズ (小説)
「ジョーカー・シリーズ」は、大沢在昌のハードボイルド小説のシリーズ。「ジョーカー｣を主人公とした連作小説。

## 登場人物
- ジョーカー

本名不明、年齢不詳、元傭兵。マンションなどでは「森尾」という名で通っているが、本名ではない。
〝殺し〟以外の（ジョーカー曰く「殺しは仕事にしたことがない。殺しをしなかったとはいわないが」仕事の上で邪魔になる者を殺す場合がある）揉め事・困りごとなどを解決するプロのトラブルシューター。六本木にある沢井(以下記述)のバーを事務所としている。
仕事の着手金は100万円。例外（増額、減額）なし。前金。
「ジョーカー｣の名を20年以上名乗っているだけあって、裏の世界の掟を熟知している。また、身近な関係にある人物を殺害するという非情さも持ち合わせている。
- 沢井

ジョーカーが事務所としているバーのバーテンダー。元ボクシング選手。ジョーカーとは殴りあった過去を持つ。

## 作品
太字はラジオドラマ化される作品。

### 「敵!」（日本冒険作家クラブ編アンソロジー）収録
- 「ジョーカーの選択」

### 「死ぬより簡単」（講談社）収録
- 「12月のジョーカー」

### 「ザ・ジョーカー」（講談社）収録
- 「ジョーカーの当惑」
- 「雨とジョーカー」
- 「ジョーカーの後悔」
- 「ジョーカーと革命」
- 「ジョーカーとレスラー」
- 「ジョーカーの伝説」

### 「亡命者〈ザ・ジョーカー〉」
- 「ジョーカーの鉄則」
- 「ジョーカーの感謝」
- 「ジョーカーと『戦士』」
- 「ジョーカーと亡命者」
- 「ジョーカーの命拾い」
- 「ジョーカーの節介」

## ラジオドラマ
大沢在昌ラジオドラマ　ザ・ジョーカー
- 2007年11月11日より毎週日曜日21:00 - 21:30にABCラジオで放送。
- 20週（10作品。1作品2週完結）放送。

### 出演者
- ザ・ジョーカー 今井雅之
- 沢井 井上和彦
- 由紀 瀬戸カトリーヌ（「ジョーカーの鉄則」のみ登場せず）
- ナレーション 大場真人
- ナレーション（提供クレジット、次回予告） 乾麻梨子（ABCアナウンサー）

ほか出演
- 馬場圭介（「ジョーカーの感謝」前編の不動産業の男役など）
- 寺本勲
- 坂熊孝彦
- 今村直樹
- 掛川裕彦
- 田中一成（「ジョーカーの感謝」の八坂役、「ジョーカーの命拾い」の警官・川江役など）
- 小山裕香（「ジョーカーの感謝」のココ役）
- 平井啓二（「ジョーカーの感謝」の溝口役）
- 鹿野優以（「ジョーカーの後悔」のカズキ役）

### ネット局

#### 同時放送（日曜21:00-21:30）
- 大阪・ABCラジオ（制作局）
- 札幌・STVラジオ
- 宮城・TBC東北放送
- 東京・ニッポン放送(12月2日は25:30 - 26:00の時差放送）（2月24日はオールナイトニッポン40時間特番の影響で以降残り6回分は1週遅れ）

（3月23日は18:30 - 19:00に時間変更→メジャーリーグオープン戦実況中継のため放送時間変更。）
- 愛知・東海ラジオ
- 広島・中国放送
- 福岡・九州朝日放送

#### 時差放送
- 山梨放送 毎週土曜22:00 - 22:30
- 茨城放送 毎週日曜23:00 - 23:30
- 新潟放送 毎週日曜21:25 - 21:55
- 北陸放送 毎週土曜20:30 - 21:00
- 山陽放送 毎週土曜21:00 - 21:30